# Cacopsylla cretica
Cacopsylla cretica är en insektsart som först beskrevs av Jan Klimaszewski 1969.  Cacopsylla cretica ingår i släktet Cacopsylla och familjen rundbladloppor. Inga underarter finns listade i Catalogue of Life.